# Pozdní středověk
Pozdní středověk představuje historické období probíhající zhruba ve 14. a 15. století v Evropě. Předchází mu vrcholný středověk a navazuje na něj doba raného novověku. V této éře zasáhla Evropu hospodářská a demografická krize, způsobená krom vyčerpání vnitřní kolonizace i velkou morovou epidemií, jež prošla Evropou v polovině 14. století. Evropské hospodářství se z krize, jež nezasáhla všechny odvětví výroby, nicméně postupně vzpamatovalo.
I během pozdního středověku došlo k několika významným vojenským střetnutím, mezi nimi stoletá válka, válka růží a na Pyrenejském poloostrově byla završena ke konci 15. století reconquista. Z těchto válek vzešly v západní Evropě monarchie se silnou panovnickou mocí, zatímco ve střední Evropě se dotvářely stavovské státy, v nichž se panovník dělil o moc se zástupci šlechty, duchovenstva či měšťanstva.
Pro papežství, jež se nejdříve na počátku tohoto období ocitlo pod vlivem francouzského dvora, znamenalo zejména 14. století období úpadku. Jeho postavení nepomohlo ani papežské schizma vyřešené až roku 1417 po kostnickém koncilu. Zároveň musela papežská kurie čelit četné kritice a snahám o reformu církve.
V kultuře se vedle dosud trvající obliby kompendií začal prosazovat nový myšlenkový proud zvaný humanismus, jenž v konečném důsledku naboural dosud trvající názory o postavení člověka ve světě. Od svého nástupu v polovině 14. století se za pomoci knihtisku, vynalezenému zhruba o sto let později, postupně rozšířil Evropou a spolu s renesancí signalizoval pomalý přechod od středověkému zřízení k rodící se společnosti novověku.
Za konec středověku a s ním i pozdního středověku se pokládají zejména dvě události – objevení Ameriky Kryštofem Kolumbem roku 1492, které zahájilo éru kolonialismu, a vystoupení Martina Luthera roku 1517, jež stálo u zrodu reformace, ačkoliv existují i další významné události v této době, spojované s přerodem středověku do novověku. Tyto dvě jsou však nejvýznačnější.

## Společnost a hospodářství

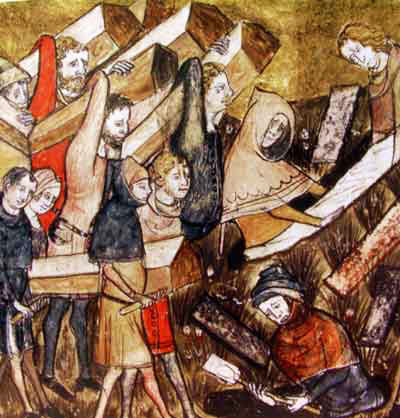
Černá smrt, "The Chronicles of Gilles Li Muisis" (1272-1352). Bibliothèque royale de Belgique, MS 13076-77, f. 24v.

Během 14. století se expanze křesťanstva v Evropě zastavila. S definitivní platností ustaly též nájezdy a invaze kmenů z východních stepí – posledním takovým se stal příchod Mongolů v polovině 13. století. I bez velkých nepřátelských nájezdů neušla Evropa jiným problémům. Předně se notně zpomalil populační růst a ochabla vnitřní kolonizace. Mnohé vesnice, jež byly nedávno vystavěny, ležely ladem, protože výnosy z okolních pozemků nedostačovaly potřebám obyvatelstva. Spolu s vyklučením hvozdů začalo docházet k nedostatku lesního porostu a s tím spojeným dalším ekonomickým obtížím. Pozdní středověká společnost se tak dostala do krize, jež záhy způsobila vedle četných vzpour obyvatelstva i snižování hodnoty peněz, čímž došlo k úpadku mnohých bankovních domů v italské oblasti. Hospodářství západní Evropy, jehož části byly orientované na výrobu zboží pro bohatší vrstvy, zejména soukenictví, začalo ochabovat. Důvodem tohoto úpadku byl klesající zájem chudnoucích vyšších vrstev a odliv pracovníků do jiných oblastí výroby, stejně tak i rozsáhlé zadlužování vlád a neobratnost v peněžnictví podpořily narůstající úpadek.
Ranou se pro celou Evropu staly nové hladomory, jež během 13. století z jejích západních částí téměř vymizely. Zejména hladomor z let 1315-1317 a následující strádání obyvatelstva podvýživou umocnily nástup nové vlny moru, jenž po roce 1348 prošel opakovaně Evropou a způsobil radikální pokles evropské populace.
Přes tyto pohromy se Evropa začala postupně zotavovat. Hospodářský úpadek zasáhl jen některé oblasti ekonomiky, v jiných došlo k novému rozmachu. I v soukenictví se projevil nový trend, zaměřený na potřeby širší populace. Zatímco některé starší podniky zkrachovaly, nahradily je jiné s rozsáhlejším a ne tak náročným zákaznictvem.
V zemědělství nadále hrála podstatnou roli šlechta a duchovenstvo. Postupně se upouštělo od pouhého obdělávání půdy, jehož výsledek tovořil prakticky celou zemědělskou produkci a začalo se s intenzivnějším chovem dobytka, což mělo oddálit doby neúrody a hladomorů. Byla také vytvořena propracovanější hospodářská a finanční politika. Navíc pro ty, kteří přežili morové epidemie, znamenal úbytek pracovních sil zvýšení mezd, čímž si příslušníci mnoha profesí obecně přilepšili. Měšťanstvo, stále rostoucí sebevědomá vrstva, přispělo podporou kvalitní výroby k vzestupu životní úrovně a šíření kultury, jež se odrazily i v nově se prosazující renesanci.

## Politický vývoj

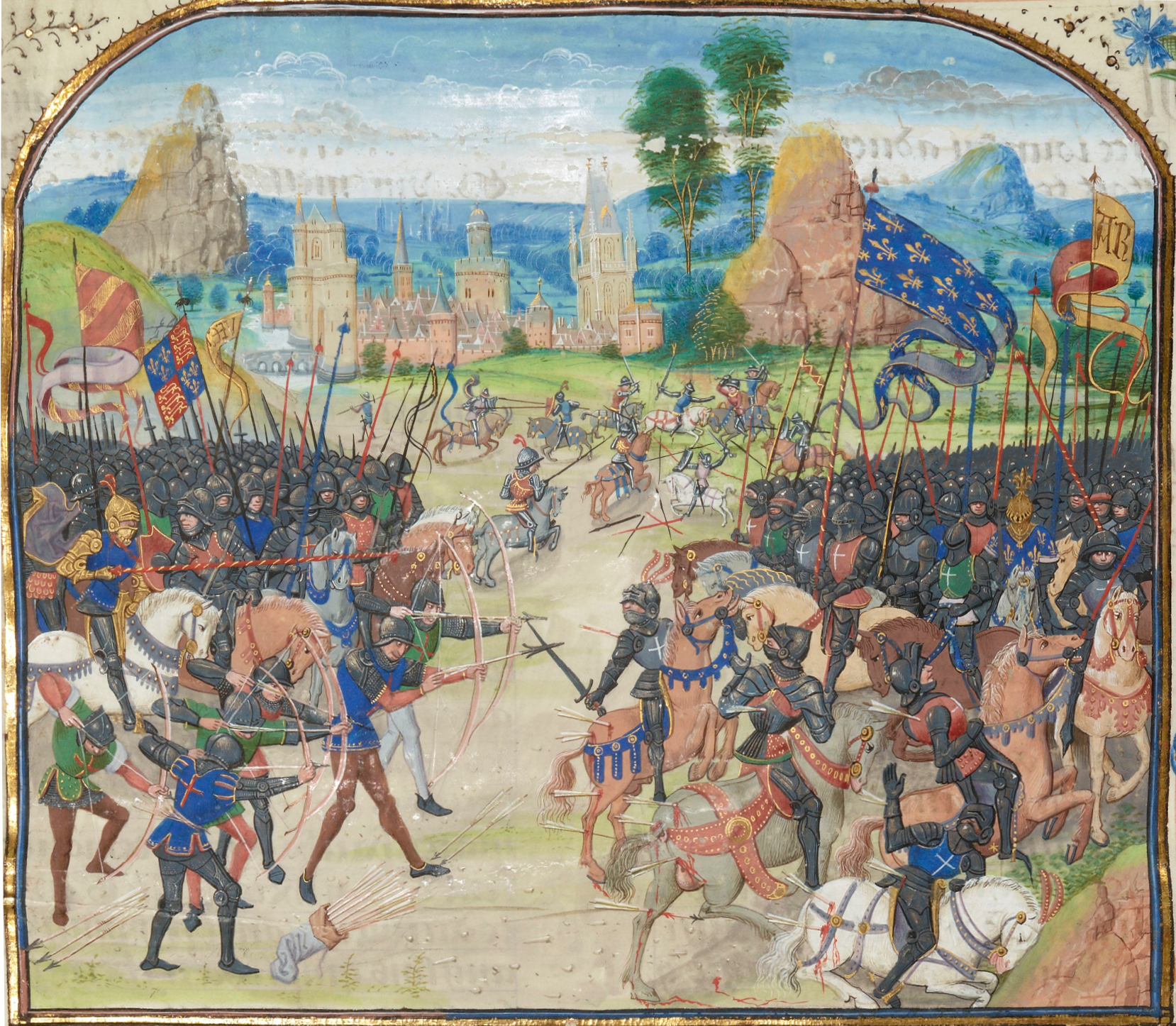
Bitva u Poitiers

Krizi společnosti se aristokracie snažila překonat i účastí ve vojenských konfliktech. V mnoha případech tyto konflikty nicméně vedly k nastolení silných centralizovaných monarchií ve Francii, Anglii a na konci 15. století i ve sjednoceném Španělsku.
Jeden z nejvýznamnějších konfliktů této epochy představovala stoletá válka mezi Francií a Anglií. Přes úspěchy anglického krále Eduarda III. v polovině 14. století a získání značné části francouzského území po bitvách u Kresčaku, Poitiers a Azincourtu se podařilo po korunovaci Karla VII. francouzským králem roku 1429 anglický vliv ve Francii postupně eliminovat. Významně k tomu přispěla vítězná bitva u Formigny roku 1450 a Castillonu o tři roky později. Kromě Calais se anglické panství ve Francii zhroutilo a stoletá válka skončila. Tento konflikt dal nicméně vzniknout dalšímu významnému státu, o nějž později svedli boj Kapetovci a Habsburkové – burgundskému vévodství, jež vedle některých francouzských zemí zahrnovalo ve své době i podstatnou část dnešního Nizozemí a Belgie. Mezitím se v Anglii po konci stoleté války rozpoutal domácí konflikt zvaný válka růží mezi dvěma vlivnými rody – Yorky a Lancastery. Po vyčerpávajících bojích zde usedla na trůn nová dynastie Tudorovců.

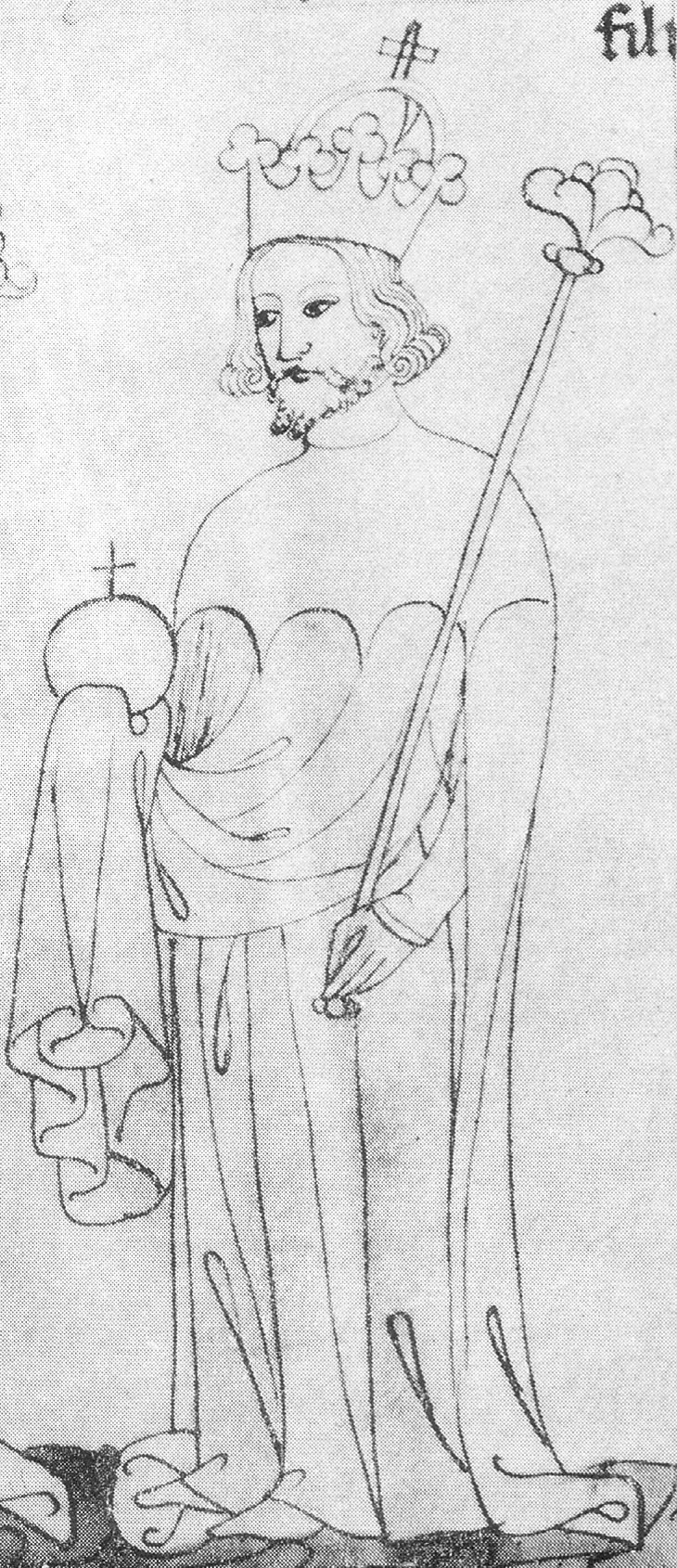
Karel IV., český král a císař svaté říše římské

Své postavení posilovaly i dvě země na Pyrenejském poloostrově, Kastílie a Aragon. Zde se podařilo do konce 14. století nejen dobýt značnou část muslimských držav, ale v případě aragonského království i získat významné pozice ve středomoří. Po občanských válkách se za vlády katolických králů Isabely Kastilské a Ferdinanda Aragonského obě země spojily v nový stát – Španělsko.
Na rozdíl od západní společnosti se ve střední Evropě více prosazoval princip stavovského zastoupení jako partnera panovníka při vykonávání vlády ve státě. V rámci svaté říše římské pak existovalo několik silných knížecích států, díky jejichž odporu byla snaha o přebudování tohoto státu takřka nemožná. Po vládě Ludvíka Bavora z rodu Wittelsbachů nastoupil roku 1346 na říšský trůn Lucemburk Karel IV., kterého situace v říši vedla k prosazování realistické politiky a podpoře zejména své vlastní pozemkové domény. Přesto ještě za Karla IV. představovala říše nadále významného hráče evropské politiky. Po vymření lucemburské dynastie císařem Zikmundem se do čela říšské politiky opět vrátili, tentokrát již téměř natrvalo, Habsburkové.
V Polsku se po epizodické vládě Přemyslovců ujal moci Vladislav Lokýtek, jemuž se podařilo po dlouhé době sjednotit značnou část polských zemí do jednoho celku. Za vlády jeho syna Kazimíra III. Velikého dosáhlo Polsko významného postavení v rámci střední Evropy. Po vymření Piastovců se zde vlády ujal Ludvík z rodu Anjouvců, jehož otec Karel Robert získal uherský trůn na úkor pozdějšího českého krále Václava III. Ani Ludvík nedokázal zplodit legitimního mužského potomka – po jeho smrti připadlo Uhersko Zikmundovi Lucemburskému a v Polsku získal vládu litevský rod Jagellonců, čímž došlo k uzavření personální unie s litevským velkovévodstvím. Jagellonci se po dalších peripetiích prosadili ke konci 15. století i v českém království a Uhersku. Zde jejich rod vymřel smrtí Ludvíka Jagellonského v bitvě u Moháče roku 1526.
Během 14. století kulminoval vliv Hanzy, obchodního spolku, jenž si udržoval zejména v oblasti Baltu a severního Německa značný vliv. Jeho úpadek započal až na přelomu 14. a 15. století, kdy Dánsko, jež získalo v rámci takzvané Kalmarské unie i Norsko a Švédsko, získalo dominantní postavení v baltském obchodu. Monopol hanzovních měst na obchod se severní Evropou, jehož ve 14. století spolek dosáhl, se stal postupně minulostí. Jiná situace panovala na Apeninském poloostrově, kde městské námořní republiky, spolu s dalšími italskými státy, hrály nezanedbatelnou úlohu. Jejich význam poklesl až díky úspěšnému postupu osmanské říše na Balkáně a ve východním Středomoří, čímž došlo ke ztrátě mnoha obchodních středisek a kolonií a s tím spojeným postupným hospodářským úpadkem.

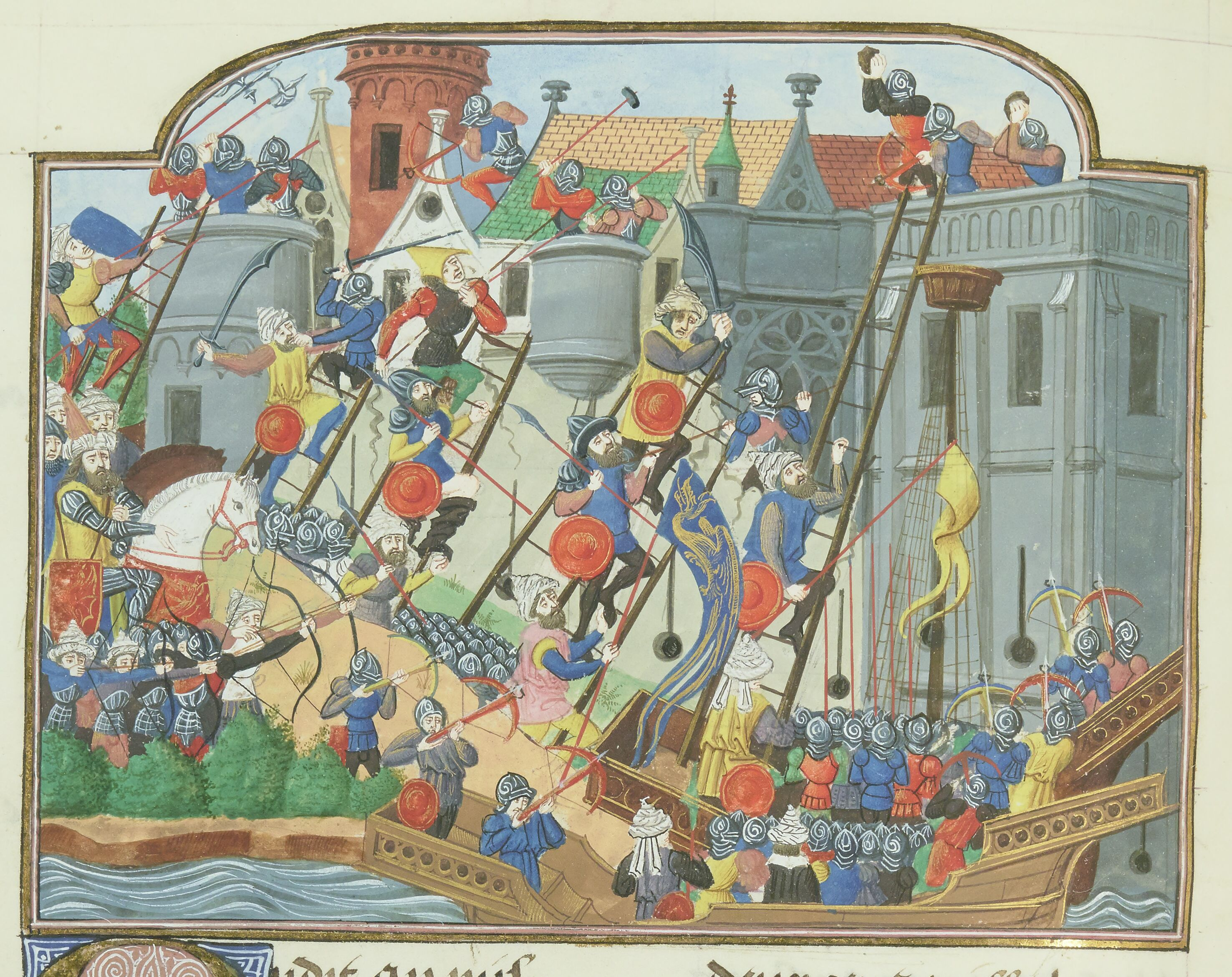
Pád Konstantinopole roku 1453

V problematické situaci se po dlouhou dobu rovněž nacházelo papežství. Od roku 1308 papežové sídlili v Avignonu, kde se dal uplatňovat mnohem více vliv francouzských králů, kteří toho často využívali. Toto zajetí trvalo až do roku 1377, kdy Řehoř XI. přesídlil nazpět do Říma. Papež ale náhle zemřel a na jeho místo byl na nátlak obyvatel Říma zvolen Ital – Urban VI., který (jak se později zjistilo) trpěl pravděpodobně duševní chorobou. Kardinálové z tohoto důvodu zvolili nového papeže Klimenta VII., čímž došlo ke vzniku papežského schizmatu. Po několik dalších desetiletí probíhaly spory mezi dvěma (později i třemi) papeži, jedním sídlícím v Římě, druhým v Avignonu. Situaci vyřešil až kostnický koncil, který pod vedením Zikmunda Lucemburského odstranil dosud trvající pontifikát několika papežů a namísto nich nastolil roku 1417 Martina V.
Již od počátku 15. století se začaly organizovat, zpočátku zejména v Portugalsku, námořní výpravy s cílem objevit cestu do Indie, odkud by bylo možno dovážet koření, jež byla na evropském trhu silně ceněna. Protože roku 1453 padla do rukou Osmanské říše Konstantinopol, jedno z center obchodu mezi Evropou a Asií, stala se otázka nové cesty do Indie nanejvýš aktuální. Podpora nových objevitelských výprav proto stoupala a o hledání obchodních cest k asijským přístavům se začala zajímat i Kastílie. Roku 1492, shodou okolností ve stejný rok, kdy byla završena reconquista dobytím Granady, poslední muslimské pevnosti na Iberském poloostrově, Kryštof Kolumbus ve službách Isabely Kastilské a Ferdinanda Aragonského objevil ve snaze dostat se západní cestou do Indie nový kontinent, který byl později nazván Amerika. Započala tak éra zámořských objevů a kolonialismu, proběhnuvších již v nové epoše – novověku.

## Kultura a myšlení

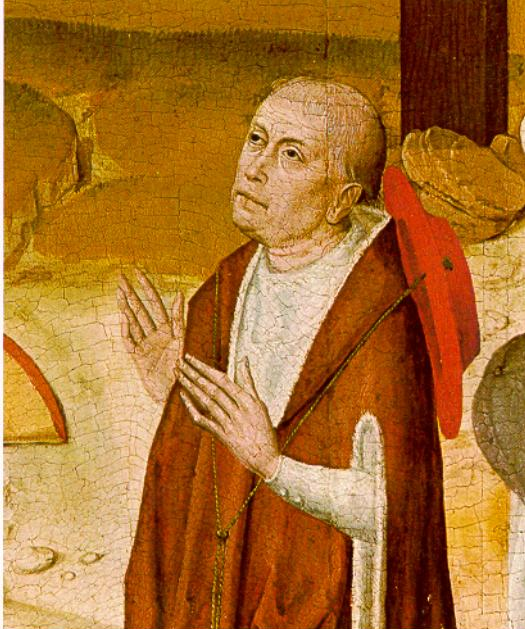
Mikuláš Kusánský

Pozdně středověká společnost nadále dávala najevo svou zbožnost, především cestami k poutním místům. Na rozdíl od předchozích let ale mnozí poutníci začali více využívat dostupných dopravních prostředků, zejména lodí. Objevilo se množství lidových kazatelů, schopných strhnout k náboženskému zanícení své obecenstvo. Dbalo se na někdy vysoce emocionální, v některých případech až křečovité vyznávání víry a zbožnosti. Vzrostla záliba v psaní učených kompendií, shrnujících prací zabývajících se prvky většího celku. Například Mikuláš Kusánský vydal dílo De concordatia catholica, v němž obhajuje postavení koncilu vůči papeži; florentský arcibiskup Antoninus se zaměřil ve svém díle Suma moralis na ekonomické aspekty lichvářství. Kosmografická práce Petra z Ailly zvaná Imago mundi (Obraz světa) umožnila Kolumbovi utvrdit se v přesvědčení o existenci západní cesty do Indie.

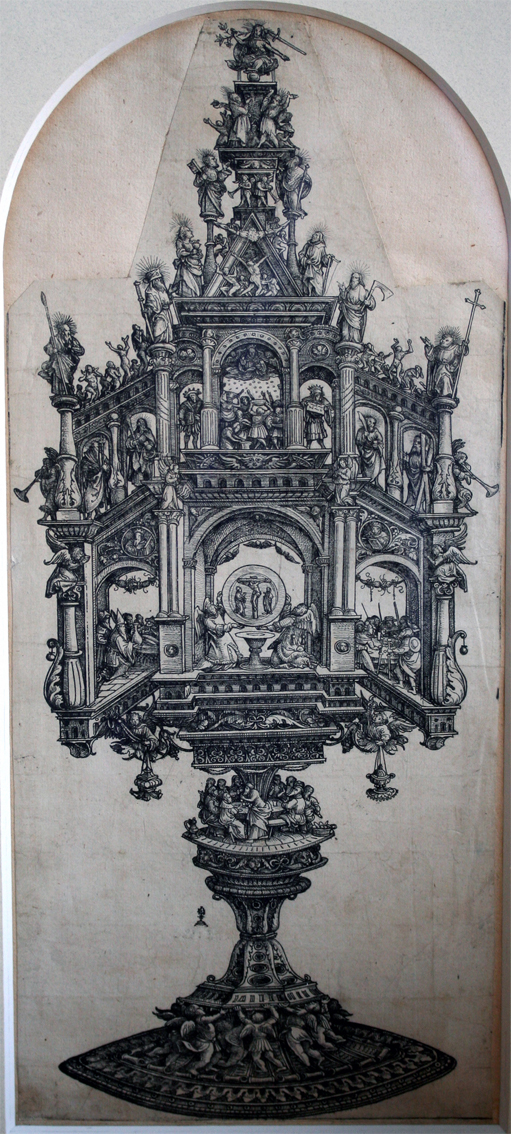
Návrh Monstrance od Daniela Hopfera

V architektuře se nadále projevovala gotika, ovšem v mnohem výstřednější a pompéznější podobě, aby pokračovala jakožto užívaný umělecký sloh i do 16. století. V této době se důrazně prosadila zejména v Portugalsku. Dále se však vytvářely i další oblasti v umění, například zlatnictví. Namísto menších relikviářů, schránek na ostatky svatých, byly, zejména ve Španělsku, vyráběny jejich větší varianty zvané monstrance. Co se týče rytířského života, dosáhla rytířská kultura v této době vrcholu v rámci zakládání dalších rytířských řádů, množství prestižních turnajů a oslav. Na druhou stranu dvorská literatura v této době již upadala.
V Evropě se v průběhu 14. století začal se vzrůstající měrou prosazovat humanismus a s ním i renesance spojená se zvýšeným zájmem o římské a řecké antické kulturní dědictví. Člověk je chápán jako individuální bytost, což se projevilo i v oblasti sochařství, kde vznikla snaha o realističtější zpodobnění jedince. Základním nástrojem nového intelektuálního měřítka se stala filologie a s ní spojené rozsáhlé literární dílo De elegantiis linguae latinae od Lorenza Vally. Došlo také v posunu vnímání smrti a času – člověk si začal více uvědomovat a nesnadněji se vyrovnávat se ztrátou života a smrtí, stejně tak ale začal počítat a podrobovat měřením i čas. Velkou měrou dopomohl šíření humanismu i knihtisk, vynalezený Johannem Gutenbergem v polovině 15. století.
I v pozdním středověku se projevily tendence ke kritice církve. Někteří autoři tohoto směru se soustřeďovali na dvoře Ludvíka Bavora, jenž po dlouhou dobu neměl s papežským stolcem přátelské vztahy. Významnými církevními reformátory, označenými katolickou církví za heretiky, byli například John Wycliffe či Jan Hus. Na jejich díla již v období novověku navázal i významný představitel reformace Martin Luther, jehož vystoupení roku 1517 se také někdy pokládá za konec středověku.